# Balance of Power (album)
Balance of Power – ostatni album studyjny wydany przez zespół Electric Light Orchestra przed rozpadem w 1986 roku. W tym okresie zespół opuścił Kelly Groucutt, co spowodowało, że grupa grała praktycznie jako trio. Piosenki z tego albumu mają elektroniczny, popowy charakter, mniej tu elementów rockowych niż na poprzednich płytach, praktycznie niezauważalne są też instrumenty smyczkowe.

## Spis utworów
1. „Heaven Only Knows” – 2:52
2. „So Serious” – 2:38
3. „Getting to the Point” – 4:28
4. „Secret Lives” – 3:26
5. "Is It Alright" – 3:25
6. „Sorrow About to Fall” – 3:59
7. „Without Someone” – 2:48
8. „Calling America” – 3:26
9. „Endless Lies” – 2:55
10. „Send It” – 3:04

### Dodatkowe utwory w wydaniu z 2007 roku
1. „Opening” – 0:24
2. „Heaven Only Knows” (Alternatywna wersja) – 2:32
3. „In for the Kill” – 3:13
4. „Secret Lives” (Alternatywny Mix) – 3:24
5. „Sorrow About to Fall” (Alternatywny Mix) – 3:48
6. „Caught in a Trap” – 3:44
7. „Destination Unknown” – 4:10

Autorem wszystkich utworów jest Jeff Lynne.

## Single
- „Calling America”
- „So Serious”
- „Getting to the Point”

## Twórcy
- Jeff Lynne – śpiew, gitara elektryczna, akustyczna i basowa, instrumenty klawiszowe, instrumenty perkusyjne
- Bev Bevan – instrumenty perkusyjne
- Richard Tandy – instrumenty klawiszowe, programowanie sekwencyjne
- Christian Shnieder – saksofon